# IC 1457
IC 1457 је појединачна звијезда у сазвјежђу Водолија која се налази на листи објеката дубоког неба у Индекс каталогу.
Деклинација објекта је - 5° 33' 45" а ректасцензија 22h 55m 23,8s.